# アラクサラネットワークス
アラクサラネットワークス株式会社（英文社名：ALAXALA Networks Corporation）は、神奈川県川崎市幸区に本社を置くネットワーク機器の開発、製造、販売を行う企業である。
2004年10月1日、日立製作所と日本電気の合弁により設立された。

## 沿革
- 2004年（平成16年）
  - 6月25日 - 日立製作所及び日本電気がルータ及びL3/L2スイッチの開発、設計、製造、販売、保守を行う合弁会社の設立に合意。
  - 10月1日 - アラクサラネットワークス株式会社を設立。
  - 12月20日 - アライドテレシスホールディングとの業務締結を発表。
- 2005年（平成17年）
  - 7月11日 - アラクサラコラボレーションセンターを開設。
  - 9月29日 - マイクロソフト社のNAP技術への対応を表明。
- 2007年（平成19年）11月26日 - 大阪府大阪市北区に関西・中部オフィスを開設。
- 2012年（平成24年）8月24日 - 当社製品内ソフトウエアのバグにより、東証システムの基幹システムがダウン[3]。
- 2016年（平成28年）6月2日 - トーテックアメニティ、FFRI、当社がサイバー攻撃自動防御ソリューションを製品化。
- 2017年（平成29年）6月5日 - ブレインズテクノロジーとアラクサラネットワークスが機械学習を活用したセキュリティ異常／ITシステム障害検知ソリューションを共同検証。
- 2018年（平成30年）
  - 1月16日 - 日立製作所は所有する当社の全株式（132,000株）を、投資ファンドである日本産業パートナーズ（JIP）に2018年3月付けで譲渡する株式譲渡契約を締結[4]。なお、日本電気は40％の株式保有を維持する。
  - 3月31日 - JIP傘下の特別目的会社であるAJホールディングス2株式会社に株式譲渡完了[5]。

### 社名の由来
「ALA」はラテン語で「翼」を意味し、2つの翼が「X（エックス）」で強く結ばれていることを意味する。それぞれの「翼」は、顧客とアラクサラネットワークスを表し、両者を繋ぐ「X」は、ルータやスイッチの基本性能を表すエクスチェンジの意味もあり、製品を通じて両者を結び、共に未来へ羽ばたく意味が込められている。（ちなみに、AlaxalAは前から読んでも後ろから読んでもAlaxalAになる）

## 事業所
- 本社 - 神奈川県川崎市幸区鹿島田1丁目1番2号　新川崎三井ビル西棟13階
- 西日本オフィス - 大阪府大阪市淀川区宮原4丁目1番9号　新大阪フロントビル9F

## 製品
- L3/L2スイッチ

AX8600Sシリーズ
AX8300Sシリーズ
AX7800Sシリーズ　（販売終了）
AX6700Sシリーズ
AX6600Sシリーズ
AX6300Sシリーズ
AX5400Sシリーズ　（2013年1月31日販売終了）
AX4600Sシリーズ
AX3800Sシリーズ
AX3600Sシリーズ
AX2500Sシリーズ
AX2400Sシリーズ　（販売終了）
AX2200Sシリーズ
AX2100Sシリーズ
AX1200Sシリーズ
- ルータ

AX8600Rシリーズ
AX7800Rシリーズ　（販売終了）
AX7700Rシリーズ　（2013年1月31日販売終了）
AX2000Rシリーズ　（2009年1月30日販売終了）
AX620Rシリーズ
- マネジメント製品

Open Autonomic Networking (OAN)
- 製造は、自社工場を持たないファブレスを実施している。開発した機器の製造は、日立製作所の旧・神奈川工場（神奈川県秦野市）、現在の日立製作所エンタープライズサーバ事業部に委託生産している[6]。
- 製品の多くはNetBSDにて動作するため、UI上で一部のUNIXコマンドが許可されており、柔軟なチューニングを行うことが可能とされる。

### 資格認定制度
- アラクサラネットワークスもシスコシステムズやジュニパーネットワークス同様、技術者の資格認定制度を設けている。資格認定試験合格者には認定証が送付される。有効期限は3年で、再試験の合格、または上位試験に合格することにより更新することができる。資格認定試験の実施、運営は、京西クリエイト株式会社（東京都多摩市）に委託されている。

| 認定クラス                                  | 名称                                             | 対象                                           | 備考              |
| ------------------------------------------- | ------------------------------------------------ | ---------------------------------------------- | ----------------- |
| Alaxala Certified Network Sales Coordinator | アラクサラ認定ネットワークセールスコーディネータ | AXシリーズを取り扱う営業担当者向け             | 2012年3月試験終了 |
| Alaxala Certified Network Engineer          | アラクサラ認定ネットワークエンジニア             | AXシリーズを取り扱う初級システムエンジニア向け |                   |
| Alaxala Certified Network Professional      | アラクサラ認定ネットワークプロフェッショナル     | AXシリーズを取り扱う中級システムエンジニア向け |                   |
| Alaxala Certified Network Expert            | アラクサラ認定ネットワークエキスパート           | AXシリーズを取り扱う上級システムエンジニア向け |                   |

## 販売代理店
- 伊藤忠テクノソリューションズ株式会社
- NECネッツエスアイ株式会社
- NECフィールディング株式会社
- エヌ・ティ・ティ・アドバンステクノロジ株式会社
- 株式会社オービス
- 住商情報システム株式会社
- テクマトリックス株式会社
- 株式会社ネットマークス

- ネットワンシステムズ株式会社
- 株式会社日立ソリューションズ
- 株式会社日立システムズ
- 日立情報通信エンジニアリング株式会社
- エイチ・シー・ネットワークス株式会社
- 三井情報株式会社
- ユニアデックス株式会社

## 免許
- 品質マネジメントシステム - 認証規格ISO9001:2000/JIS Q 9001:2000（登録証番号：JQA-QMA12447）
- 環境マネジメントシステム - 認証規格ISO14001:2004/JIS Q 14001:2004（登録番号：EC05J0195）